# Bartholomäus Zeitblom
Bartholomäus Zeitblom (ca. 1450 – ca. 1519) var en tysk maler og den centrale skikkelse i Ulm-skolen. Han er registreret som boende i byen i hvert fald i perioden 1482-1518.

## Karriere
Zeitblom blev født i Nördlingen, og han var elev og svigersøn til Hans Schüchlein i Ulm. Han var endvidere påvirket af Hans Multscher og Martin Schongauer, og han endte med at blive en af schwabisk kunsts mest betydelige skikkelser.
Hans tidligste personlige værk er alterfløjen med ridderne Sankt Georg og Sankt Florian på Klichberg-alteret, og hans tidligst daterede arbejde er alteret fra Haussen (1488). Hans stil er rolig med klare, kølige og sarte farver; personerne på billederne er ofte smukke, tynde og ophøjede, og hans afbildning af tekstiler er simpel og yndefuld, mens hans billeder i nogen grad savner dramatik.
Blandt hans øvrige centrale værker er altertavlen fra kirken i Heerberg (1497) samt billeder til fire paneler, som udgør altertavlen i Eschach (1495). Blandt motiverne på sidstnævnte er De to Sankt Johannes'er, Bebudelsen og Marias besøg hos Elisabeth, som nu befinder sig på Staatsgalerie i Stuttgart. Andre værker er den store altertavle med Lidelseshistorien og Historien om Johannes Døberen i kirken i Blaubeuren, fire paneler med Legenden om Sankt Valentin i galleriet i Augsburg, en Pièta i Germanisches Nationalmuseum i Nürnberg, Skt. Veronikas svededug i Alte Nationalgalerie i Berlin samt Sankt Margaretha og Sankt Ursula i Münchens Pinakotek